# August von der Goltz (General, 1802)
August Eduard Freiherr von der Goltz (* 25. September 1802 in Königsberg; † 24. September 1873 in Bonn) war ein preußischer Generalleutnant.

## Leben

### Herkunft
August war ein Sohn des preußischen Majors Ferdinand Friedrich von der Goltz (1773–1813) und dessen Ehefrau Eleonore Charlotte Elisabeth, geborene von Szenska (1772–1856). Sein Vater war Ritter des Ordens Pour le Mérite. Er wurde in der Schlacht an der Katzbach schwer verwundet und starb an den Folgen in Jauer. Seine Schwester Blanka Katharina Franziska Eleonore (1799–1883) war mit seinem Onkel, dem Generalmajor Alexander Wilhelm von der Goltz verheiratet. Sein Bruder Ferdinand Friedrich Magnus August war ebenfalls preußischer Generalleutnant.

### Militärkarriere
Goltz besuchte das Berliner Kadettenhaus und wurde am 30. September 1819 als Sekondeleutnant der Garde-Artillerie-Brigade der Preußischen Armee aggregiert sowie am 21. April 1821 einrangiert. Zur weiteren Ausbildung war er 1823/26 an die Allgemeine Kriegsschule kommandiert. Als aggregierter Premierleutnant war er ab Anfang Februar 1832 Adjutant der 3. Artillerie-Inspektion. Unter Belassung in dieser Stellung stieg Goltz Anfang Mai 1839 zu Kapitän auf und wurde am 5. Juni 1841 Adjutant der Generalinspektion der Artillerie. Mitte November 1843 folgte seine Versetzung in die Adjutantur. Am 31. März 1846 wurde Goltz Major und Mitglied der Studienkommission der Artillerie- und Ingenieurschule sowie Mitglied der Prüfungskommission für Artillerie- und Ingenieurleutnants. Am 24. Januar 1847 wurde er mit dem Johanniter-Orden ausgezeichnet und Mitte Juni 1846 zum Mitglied der Militär-Studienkommission ernannt. Während des Feldzuges gegen Dänemark war Goltz als Begleiter des Prinzen Adalbert kommandiert. Unter Belassung in seiner Stellung als Adjutant der Generalinspektion wurde er am 2. April 1850 zum persönlichen Adjutanten des Prinzen ernannt. Mitte September 1852 schloss sich eine Verwendung als Kommandeur der Reitende Abteilung des Garde-Artillerie-Regiments an. In dieser Stellung wurde Goltz am 22. März 1853 Oberstleutnant und am 6. Mai 1853 mit dem Offizierskreuz des belgischen Leopoldsordens ausgezeichnet. Am 6. Juni 1854 wurde Goltz zum Kommandeur des 4. Artillerie-Regiments und in dieser Stellung Mitte Juli 1854 zum Oberst befördert.
Unter Stellung à la suite seines Regiments wurde Goltz am 13. Mai 1858 zum Kommandanten der Festung Stettin ernannt und am 8. Oktober 1858 mit dem Kommandeurskreuz des österreichischen Leopoldsordens ausgezeichnet. Er stieg am 22. Mai 1858 zum Generalmajor auf und wurde am 1. Juli 1860 Direktor des Allgemeinen Kriegsdepartements im Kriegsministerium. In dieser Stellung erhielt Goltz den Orden der Eisernen Krone I. Klasse, den Orden der Rose, das Großkreuz des Oldenburgischen Haus- und Verdienstordens des Herzogs Peter Friedrich Ludwig, das Großkomtur des Ordens vom Heiligen Michael und das Großkomtur des Hausordens vom Weißen Falken. Anlässlich der Krönungsfeierlichkeiten von König Wilhelm I. wurde er am 18. Oktober 1861 zum Generalleutnant befördert. Am 3. April 1862 folgte seine Ernennung zum Inspekteur der 1. Artillerie-Inspektion. Unter Verleihung des Roten Adlerordens I. Klasse mit Eichenlaub wurde Goltz am 9. September 1865 mit Pension zur Disposition gestellt. Er starb am 24. September 1873 in Bonn.
Der damalige Leutnant Prinz Kraft von Hohenlohe schrieb über ihn: „Der Major Freiherr von der Goltz, der die Reitende Batterie befehligte, war ein vielseitig gebildeter Mann. Lange Adjutant gewesen, sehr kurzsichtig, kannte er wenig von praktischen Dienst, war aber sehr liebenswürdig und wohlwollend, so daß wir ihn gern halfen und es verhinderten, daß seine Schwächen zutage kamen, die uns nur manchmal zur Kurzweil dienten.“

### Familie
Er heiratete am 29. August 1839 in Düsseldorf Emily Mildred Barclay (1807–1893). Aus der Ehe ging der Sohn Eduard August Rüdiger (*/† 1843) hervor. Das Paar adoptierte anschließend Mary Anna Emily Charlotte Clementine Epping (* 1836), die am 29. April 1861 als Freiin von der Goltz nobilitiert wurde. Sie war die Tochter des Justizassessors Epping und dessen Ehefrau M. A. E. Barclay, einer Schwester der Frau von der Goltz.